# Uljašica
Uljašica (Steatornis caripensis), ponekad zvana i uljana ptica ili guačaro, je jedini pripadnik reda Steatornithiformes, porodice Steatornithidae i roda Steatornis. U srodstvu je s velikom grupom legnjeva, ali je toliko posebna po anatomiji, ekologiji i ponašanju, da je svrstana u zaseban red, iako se ponekad svrstava u red legnjeva.
Uljašice su ptice dužine oko 50cm, krila dužine oko 91cm, širokog repa, malenih nogu i snažnog kljuna koji izgleda kao jastrebov. Perje je smeđe boje s bijelim pjegama koje su najveće na pokrovnom i sekundarnom letnom perju. Mužjaci su neznatno tamniji od ženki. 
Ova noćna vrsta je jedinstvena jer je jedina noćna ptica koja se hrani voćem i jer je to voće uljanih palmi. Prosječna težina im je 380 do 430 grama, ali ptići mogu biti i upola teži. Gnijezde se na "policama" u pećinama u velikim kolonijama s više od 50 parova i grade gnijezdo od ispovraćanog sjemenja voća kojeg jede, pa ono svake godine raste i dobiva oblik korneta. Mještani na Trinidadu ih zbog buke koju dižu u pećini nazivaju "diablotin" ("maleni vrag"). Drugi način oglašavanja je krckanje koje služi za eholokaciju. Ipak ona nije tako dobro razvijena kao što je šišmiševa. 
Alexander von Humboldt je prvi proučavao ove ptice i dao im naučni naziv. Caripensis znači "s Karipea", a Steatornis "debela ptica", što se odnosi na debljinu ptića.

## Razmnožavanje
Polažu 2 do 4 jaja u intervalima od tri ili više dana, ali je jednom zabilježen i interval od devet dana. Ptiće oba roditelja hrane uljanim plodovima palmi. Do sedamdesetog dana ptići dostižu najveću težinu. Preostalih 30 dana gube na težini dok ne postanu iste težine kao i odrasli.

## Rasprostranjenost
Nastanjuje šumske predjele sa špiljama u Južnoj Americi od Gvajane i Venezuele, duž Anda do Bolivije i Trinidada. Ponekad se pojavljuje u Panami, Arubi i Kostariki. Nije ugrožena vrsta.

## Vanjske poveznice
|  | Zajednički poslužitelj ima još gradiva o temi Steatornis caripensis |
|  | Wikivrste imaju podatke o taksonu Steatornis caripensis             |